# 加州迪士尼主題樂園
迪士尼樂園，又译迪斯尼乐园，是一座位於美國加州安納罕市的迪士尼主題樂園，又稱為加州迪士尼樂園、安納罕迪士尼樂園；因為是世界上第一個迪士尼樂園，所以也被稱為元祖迪士尼樂園。迪士尼樂園離洛杉磯市中心大約有20分鐘的車程（高速公路）；於1955年開幕，它由迪士尼的总公司直接派人管理與營運，“加州迪士尼樂園”和“加州冒险乐园”一同成為加州迪士尼度假區中的两个最主要遊樂設施。
加州迪士尼乐园是世界唯一由華特·迪士尼亲手设计和創辦的迪士尼樂園，以樂園的面積來說在世界迪士尼中排名第二，還拥有世界迪士尼樂園中最多的游乐设施，同時不会让人觉得拥挤，它的整体规划和人潮动线构造得极其巧妙；而且加州迪士尼樂園的建築面積一直在不斷的變化，一開始為28公頃、後來不斷擴建，在2019年星球大戰：銀河邊緣建成後比美國神奇王國和日本東京迪士尼樂園的面積更大，為52.4公頃。
加州迪士尼從2008年開始一直是世界上第二人數多的主題樂園（第一名同為迪士尼管轄的神奇王國），人數遠超第三名的東京迪士尼樂園以及是隔壁加州冒險樂園的三倍有餘。

## 概要
本条目介绍的是歷史最悠久、全球第一座的迪士尼樂園，位于美國加州洛杉矶的元祖迪士尼乐园。建成于1955年7月17日，1971年，耗时十年的另外一座美國佛罗里达州迪士尼(華特迪士尼世界度假區)建成；另外，其他冠有“迪士尼乐园”之名的迪士尼主题乐园还有：1983年建成的东京迪士尼乐园，1992年建成的巴黎迪士尼乐园，2005年9月12日开幕的香港迪士尼乐园，和2016年開幕的上海迪士尼樂園。
迪士尼乐园开创了很多先例，最大的就是场景再现，例如在迪士尼乐园里面的一些区域再现《米老鼠》、《小熊维尼》、《白雪公主》、《小飛俠》、《狮子王》、《小美人鱼》、《小飛象》这些经典卡通动画，而在其他不同主题区域再现《復仇者聯盟》、《加勒比海盗》、《印第安纳琼斯》、《星际大战》、《阿凡达》这些偏向成人的电影。
在布局方面，作為世界上第一個以及唯一一個“非神奇王國型迪士尼樂園”，和其他所有神奇王国型迪士尼乐园都不相同，最大的区别在于拥有真的可以在水下航行的『真人潜水艇』和內有雪怪的『瑞士雪山』這兩個遊樂設施。在一個人工湖內，可以乘《海底总动员》潛艇看到美人魚和听到海底总动员中的尼莫、多利、玛尼、魟鱼老师和海龟父子的对话；園內有座幾乎到處都能看到的很高的假雪山，这一整个雪山都是游乐设施，包含：『瑞士滑雪板』和『攀登阿尔卑斯山』这两个遊樂設施組成。原本人們可以坐纜車從雪山中間穿過，但1990年代，由於雪山結構問題，原本的缆车被拆除了。迪士尼樂園、新設立的加州冒險樂園、與周圍一系列相關設施（包括幾座大饭店·几座购物中心·一座迪士尼大学）共同組成一整个迪士尼度假區。

## 歷史

### 起源

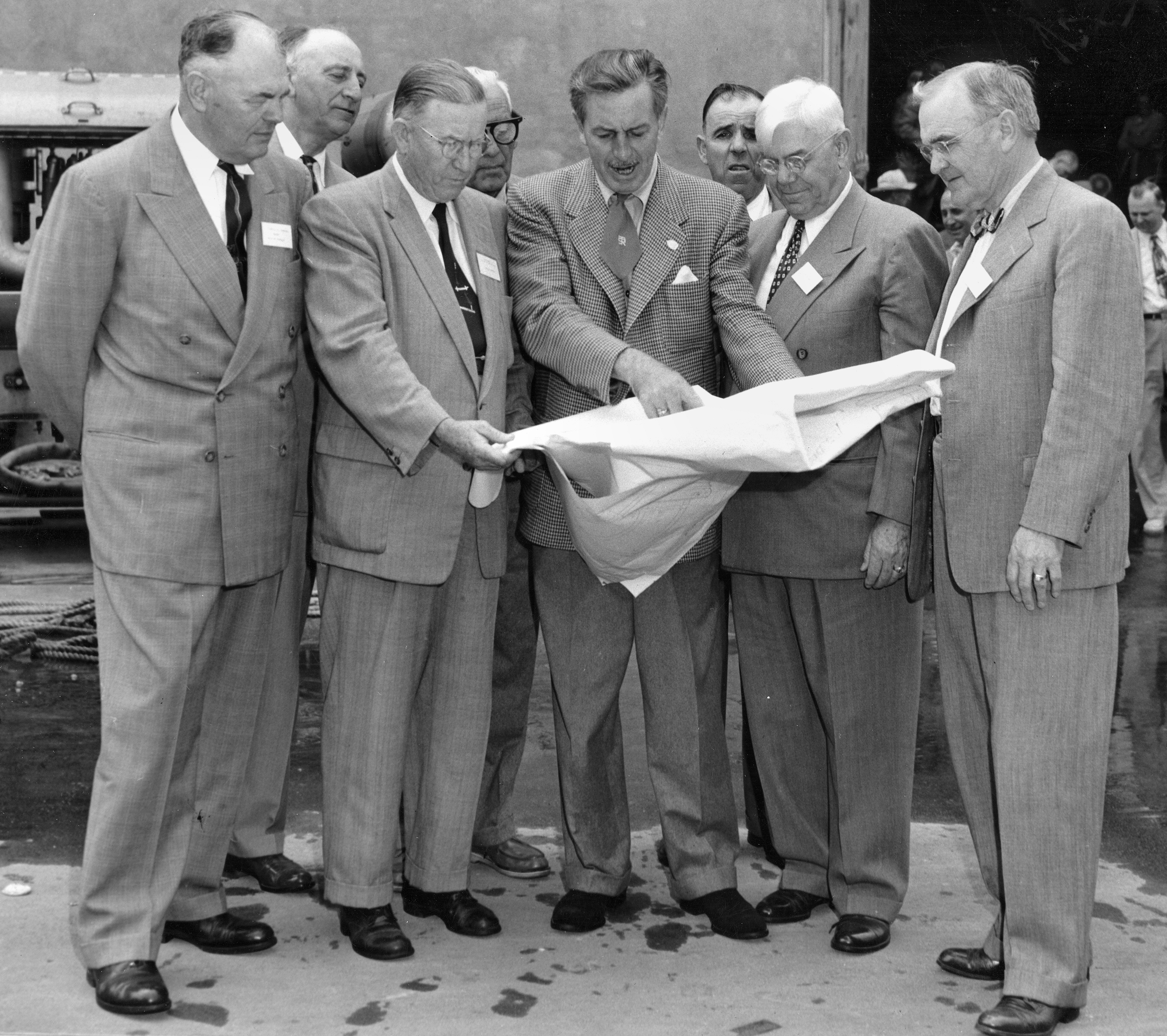
1954年12月，華特·迪士尼（中）向加州橘郡政府官員展示迪士尼樂園的設計圖。

迪士尼樂園的概念是從華特·迪士尼帶著兩名女兒造訪洛杉磯的格里斐斯公園後開始誕生，當他看著女兒們搭乘旋轉木馬時，迪士尼有了興建一個地方讓大人和他們的小孩都能同樂的構想。另有說法是迪士尼也或許是受到父親對1893年芝加哥哥伦布纪念博览会記憶的影響（迪士尼的父親曾在博覽會中工作）。在博覽會上的大道乐园（Midway Plaisance）中設有一組代表世界各地和各人類歷史時期的景點；此外也有許多遊樂設施，包括第一座摩天輪、一座「高空」設施、一列繞行會場的火車，以及一場狂野西部秀（Wild West Show）。另一項可能的靈感來源是密西根州本頓港知名的大衛之家（House of David）伊登泉公園（Eden Springs Park）。迪士尼曾造訪該公園，並最後購買了一節曾在公園內使用的迷你小火車。在當時，公園內有著全世界最大的迷你小火車系統。
迪士尼後來具體化了最初的規劃與構想，第一份草稿文件在1948年8月31日時以備忘錄的形式交給了電影場景設計師迪克·凱爾西（Dick Kelsey），當時這份計畫稱為「米奇老鼠公園」（Mickey Mouse Park），其內容是依據當月迪士尼和華德·坎貝爾一同前往芝加哥鐵路節時發想寫下的筆記，旅途中他們也在亨利·福特的博物館和綠野村莊停留了印象深刻的兩天，在那裡有著類似小鎮大街的景點，以及搭乘蒸汽船的遊樂設施。
同時，許多人去信給迪士尼希望能造訪迪士尼片场，但迪士尼了解一座正常運作的電影片廠無法向影迷提供招待和服務，因此他開始構想在柏本克片廠的附近建造一座可讓遊客造訪的設施。這個構想衍伸成為一座小型的遊樂場，之中遊客可搭乘船隻，並有著其他的主題區域。最初的「米奇老鼠公園」概念是預定建造在河濱路（Riverside Drive）旁一處8-英畝（3.2-公頃）大小的空地。為了尋找靈感，迪士尼開始前往世界各地的其他公園參觀，包括丹麥的趣伏里公园、荷蘭的艾夫特琳，以及美國的綠野村莊、舊金山遊樂場（Playland）和兒童童話樂園（Children's Fairyland）。迪士尼的設計師們也開始依據概念規劃，但漸漸的整個計畫範圍開始變大，原本的建設預定地已經無法容納。迪士尼自國際斯坦福研究所請來了哈里森·普萊斯，由他負責尋找能容納主題公園及未來可能擴建的新預定地。根據普萊茲的分析結果，迪士尼購買了洛杉磯東南方靠近橘郡的一塊土地，面積約為160 acre（65 ha）。柏本克的預定地現今則為華特迪士尼動畫工作室和ABC工作室的所在。

## 樂園主要園區
迪士尼樂園共由9個不同主題的「世界」（land）組成，包含數個封閉的後台區域，整座樂園約占地92英畝（37公頃）。樂園剛開幕時即包含美國小鎮大街、探險世界、邊域世界、幻想世界和明日世界。1966年新增了「紐奧良廣場」（New Orleans Square）1972年新增「棕熊鄉村」（Bear Country，1988年改為「動物天地」（Critter Country），2024年改为「河流鄉村」（Bayou Country）），1993年新增「米奇卡通城」（Mickey's Toontown），2019年再新增星球大戰：銀河邊緣（Star Wars: Galaxy's Edge）。一個名為「假日樂園」（Holidayland）的區域在1957年開幕，佔地9英畝（3.6公頃），其中包含馬戲團、棒球場以及其他休閒區域，但在1961年關閉。在樂園中各處有許多的「隱藏米奇」，這些是在設施景點和環境裝飾中隱藏的米奇頭像。一條高架的窄軌迪士尼鐵路環繞整個園區。

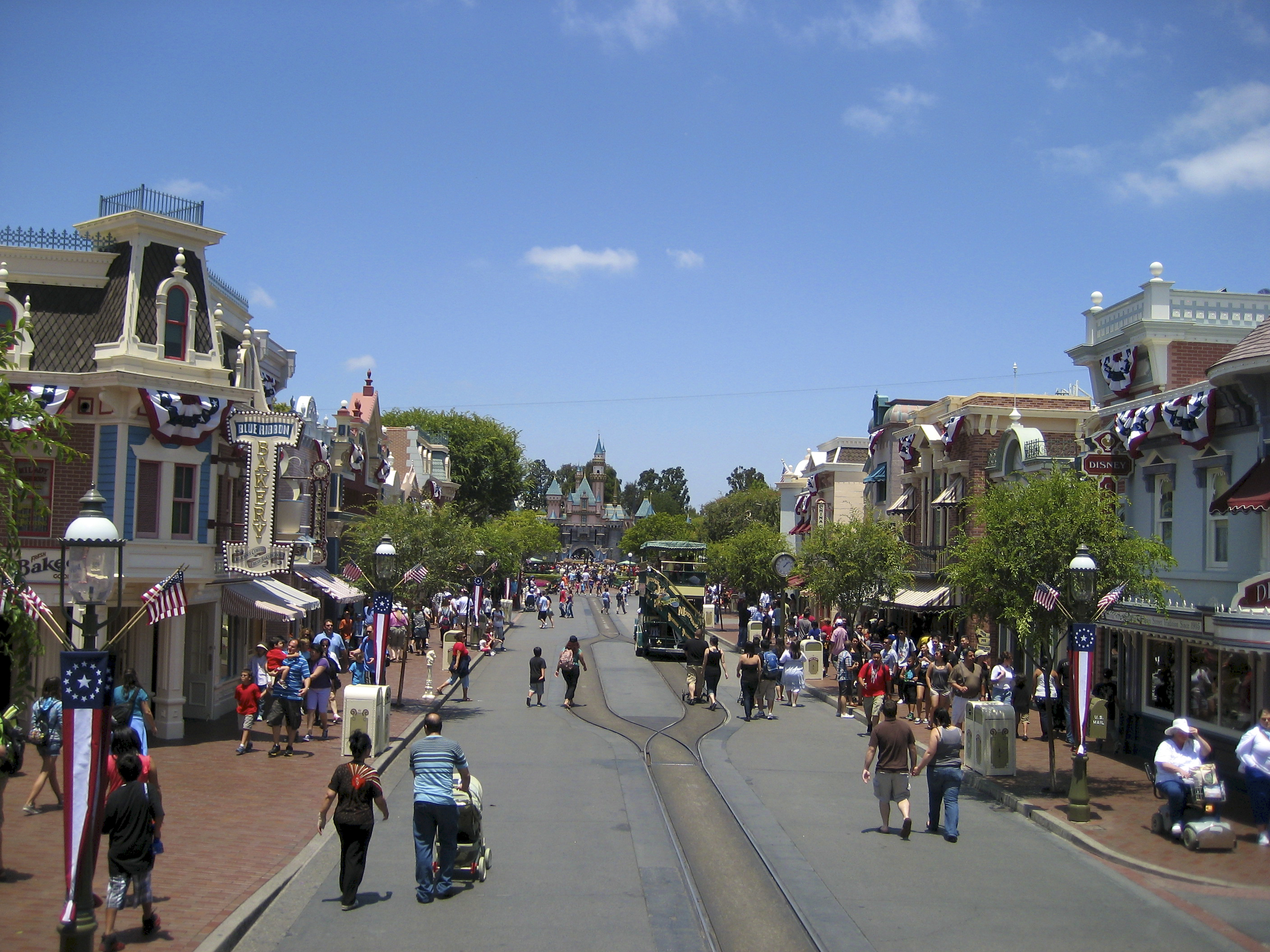
美國小鎮大街 （攝於2010年7月4日）
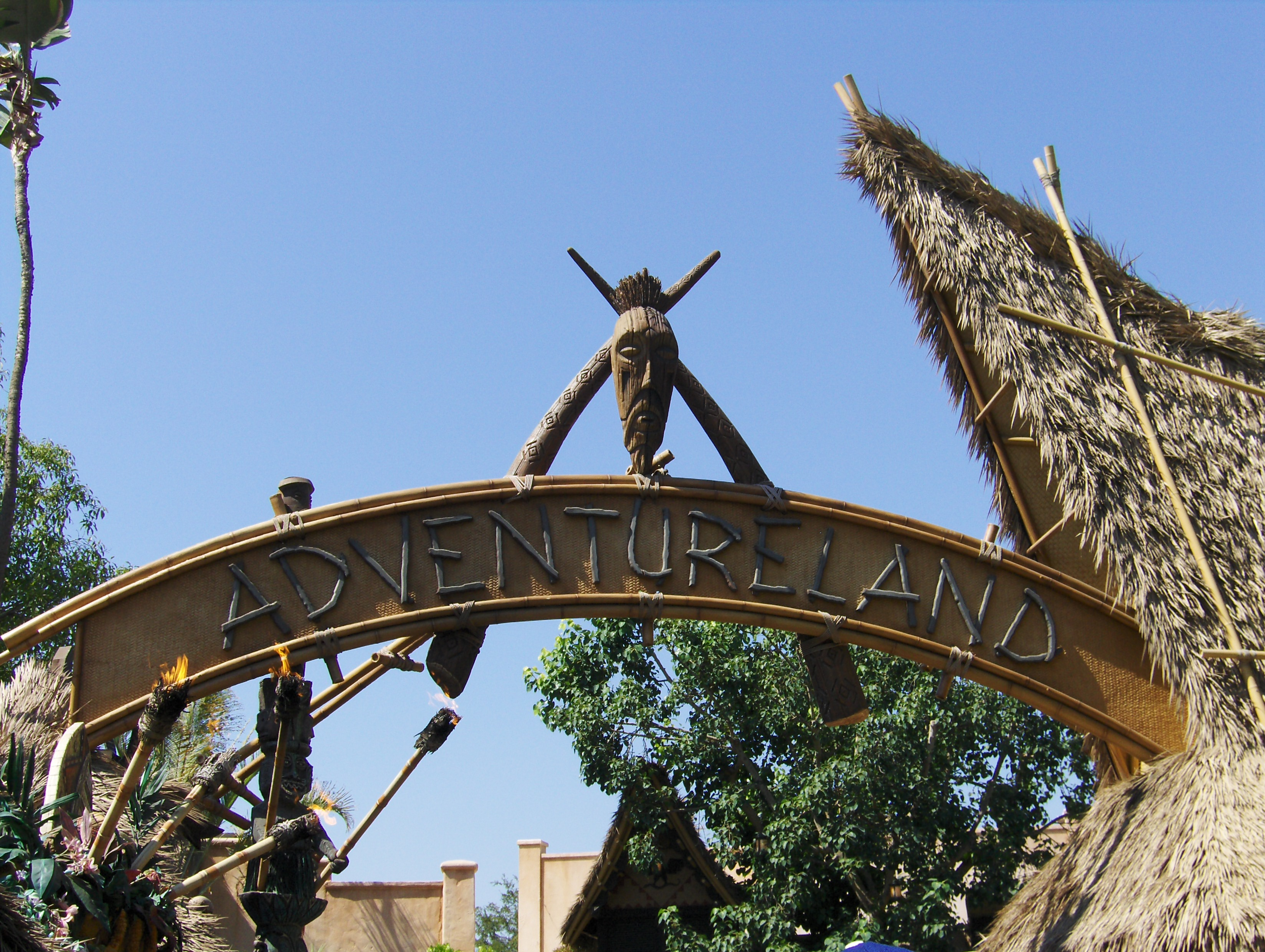
探險世界 （入口，攝於2007年）
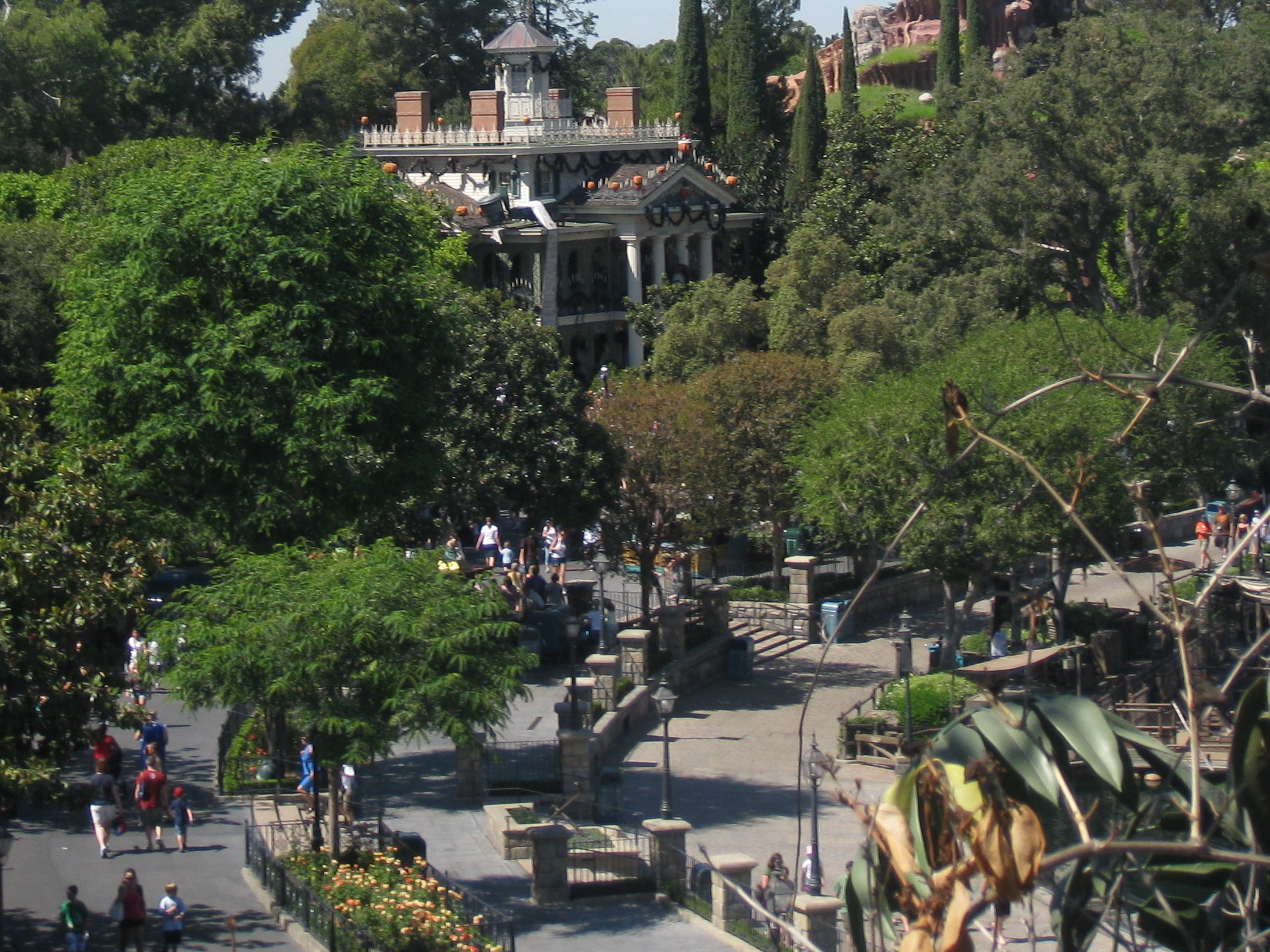
紐奧良廣場 （幽靈公館和「Fantasmic!」觀賞區）
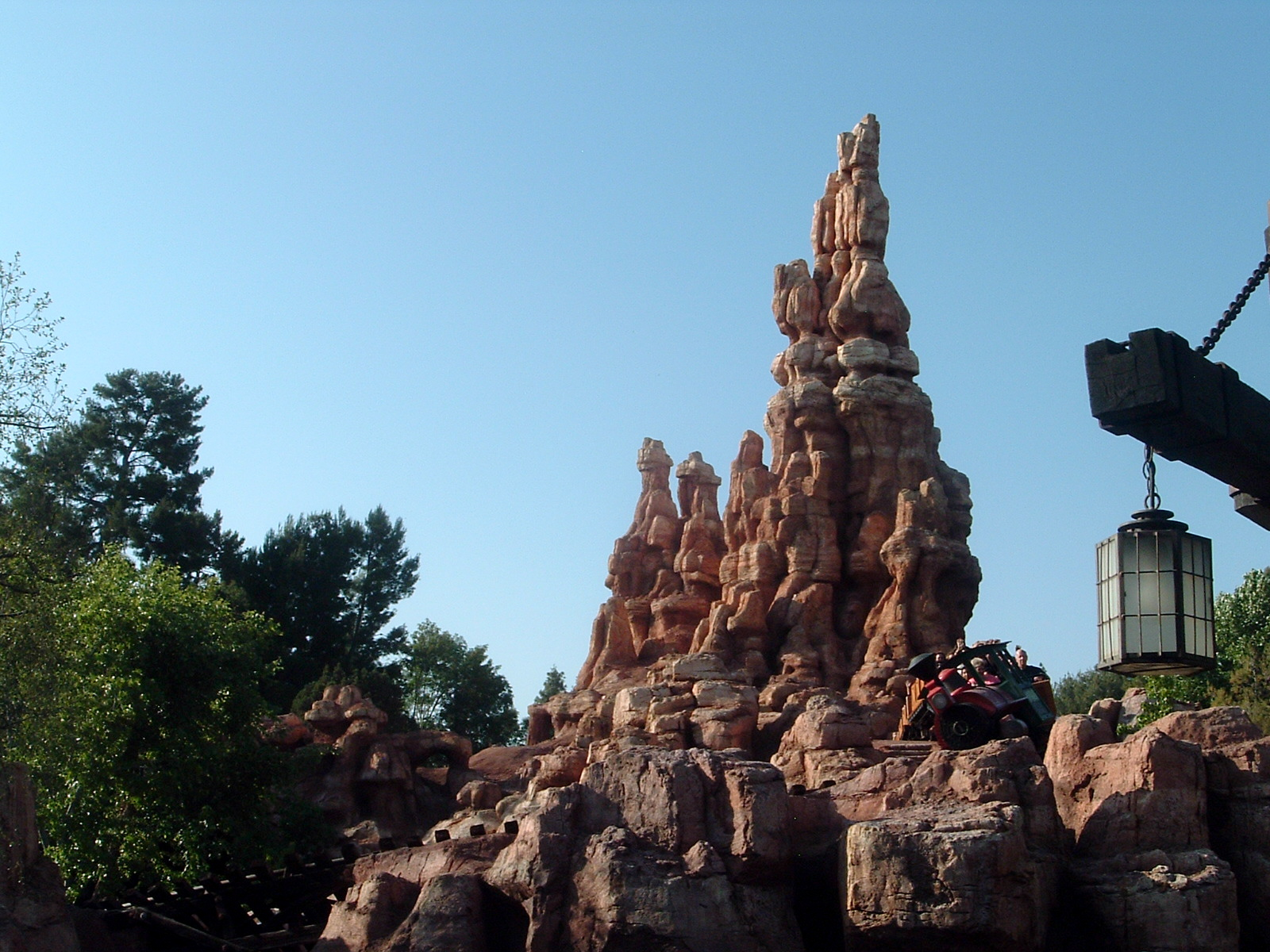
邊域世界 （巨雷山雲霄飛車，攝於2008年）
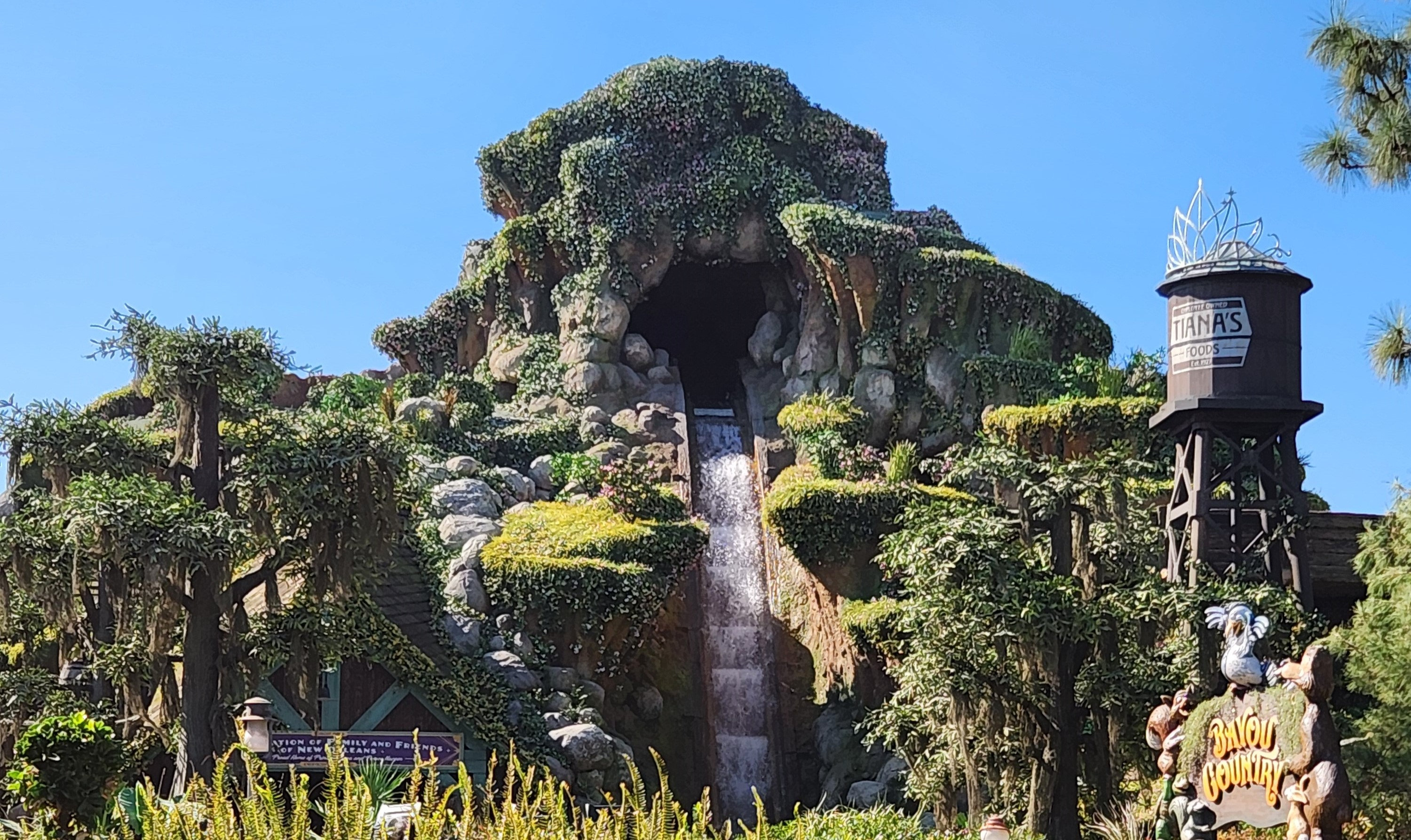
河流鄉村 （蒂安娜的河流冒險，攝於2024年）
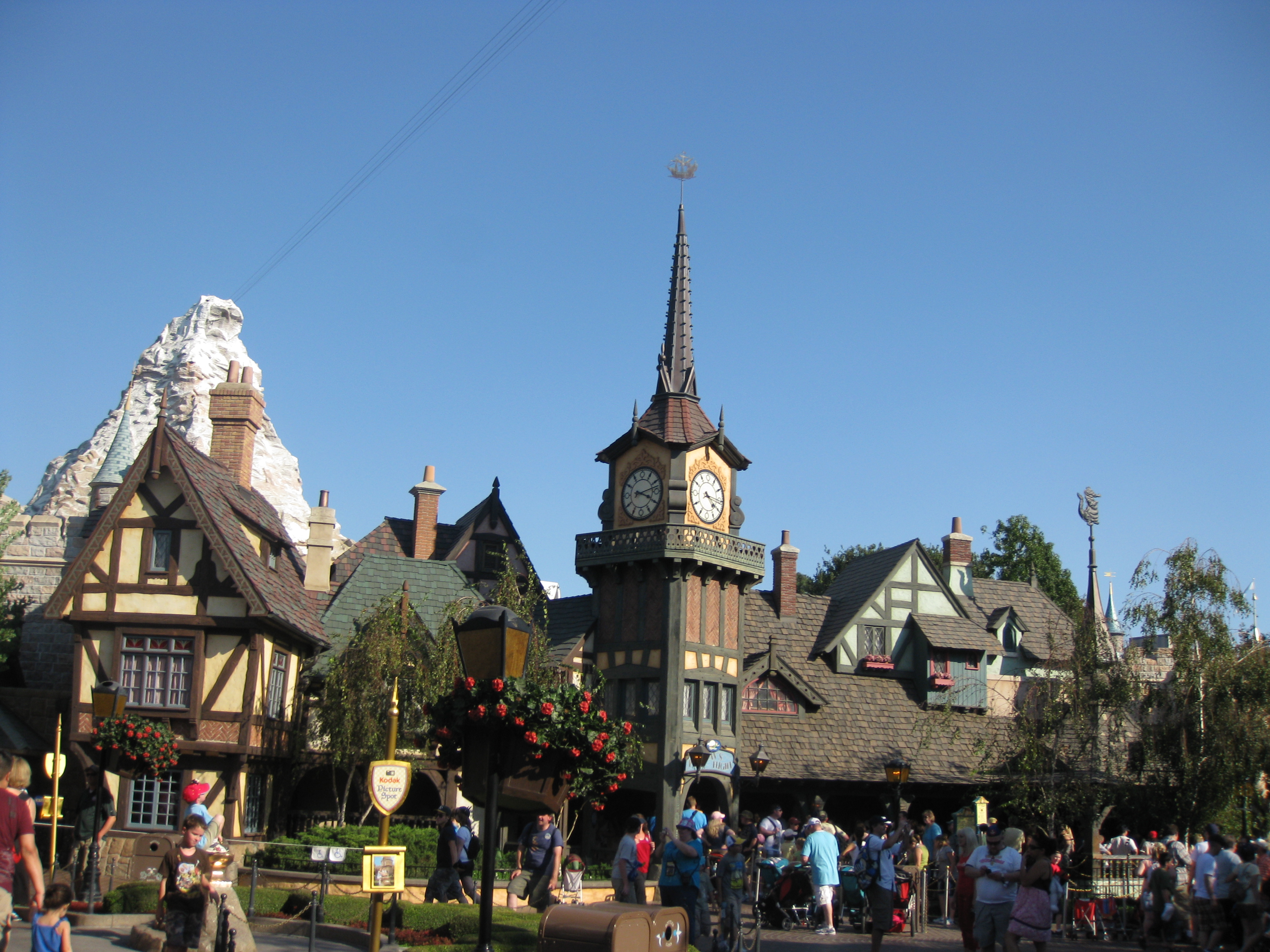
幻想世界 （小飛俠天空之旅和雪嶺飛馳）
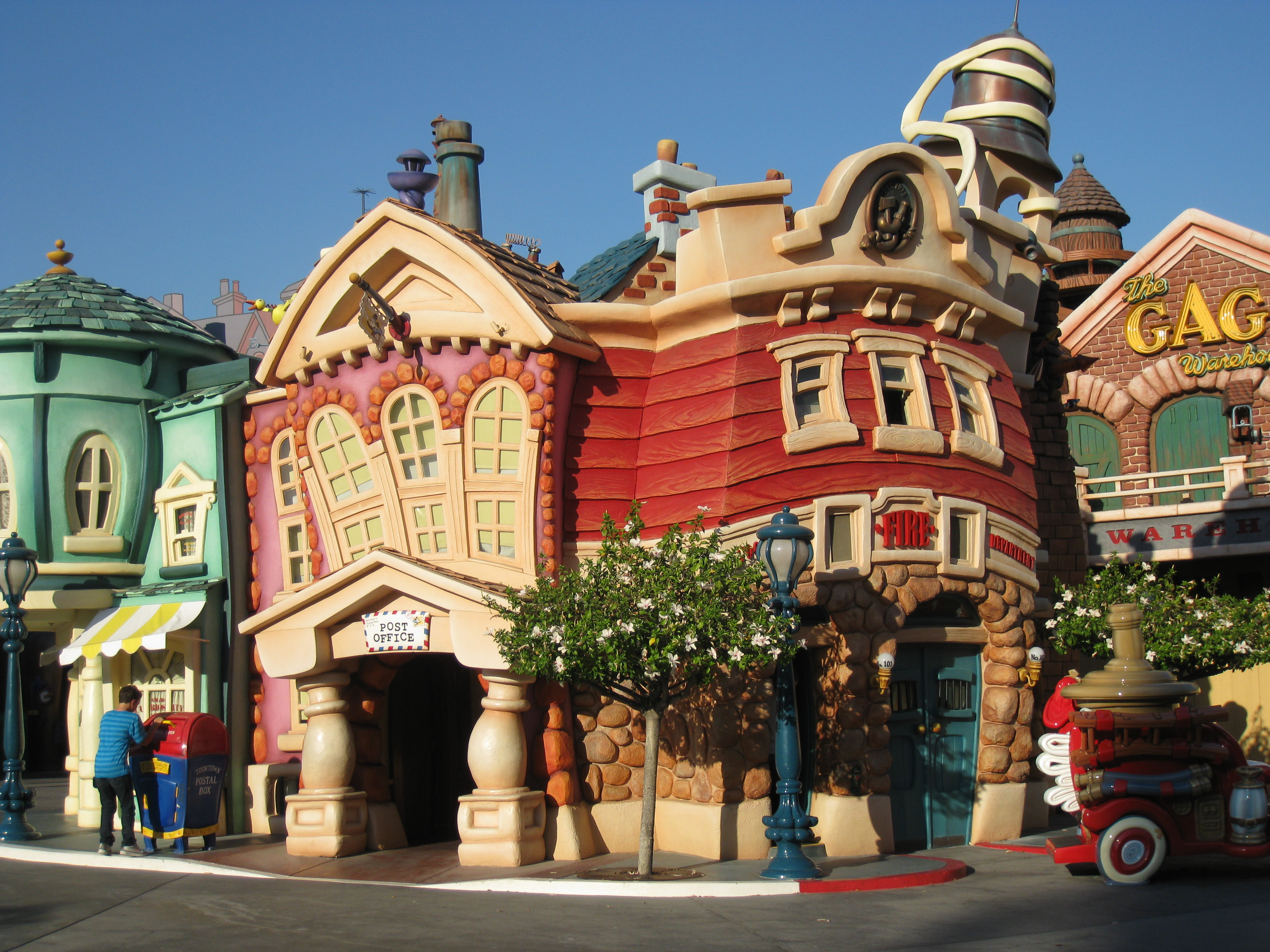
米奇卡通城 （卡通城中的郵局和消防局）
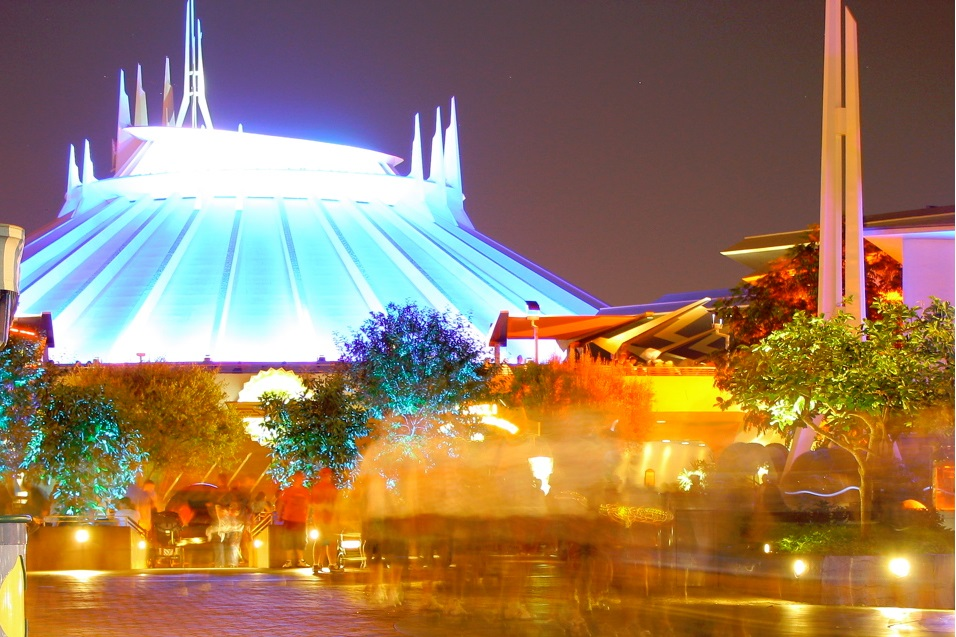
明日世界 （飞跃太空山，攝於2009年）
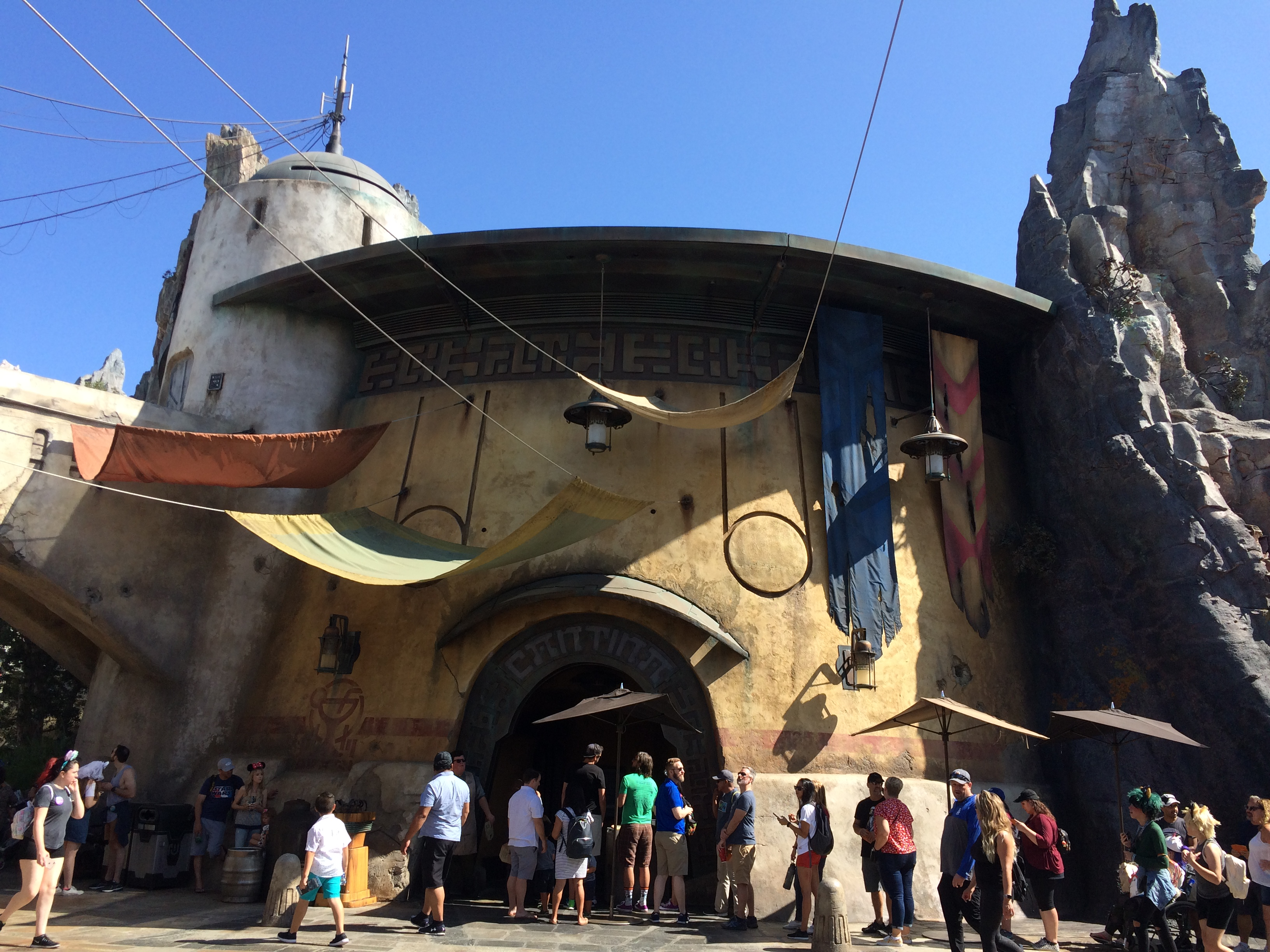
星球大戰：銀河邊緣 （奥加酒馆，攝於2019年）

### 美國小鎮大街
美國小鎮大街（Main Street U.S.A.）是以20世紀初的典型美國中西部小鎮為設計範本。華特·迪士尼從他小時候成長的密蘇里州小鎮馬瑟林（Marceline）取得靈感，並與設計師和建築師密切合作開發出了小鎮大街的風貌。這是遊客進入樂園後第一個到達的區域（搭乘單軌電車入園除外），這也是通往中央廣場的必經之路。在迪士尼樂園的中央、中央廣場的北方即是象徵樂園的睡美人城堡（Sleeping Beauty Castle），穿越城堡後即可到達幻想世界。探險世界、邊域世界和明日世界則分別圍繞在城堡兩側。
美國小鎮大街的設計采用了強迫透視（forced perspective）技巧來造成建物高度的幻象。在大街兩旁的建築物第一層是以3/4比例建造，第二層以5/8比例，最上層則是以1/2比例建造，每一層樓的比例逐步遞減1/8。
2018年，美國小鎮大街已經完成改造，重新鋪上了地磚和重新啟動了人力馬車的運行，迪士尼樂園的入口的地面不再是單調的黑色柏油路了。一些老舊的裝潢也被翻新。

### 探險世界
探險世界（Adventureland）的設計試圖重現遙遠偏僻的熱帶地區體驗。「為了能建造能讓這個夢想成真的世界，」華特迪士尼說，「我們想像自己處於距離文明遙遠的世界，位於亞洲和非洲偏遠的叢林裡。」開幕當時的遊樂設施包括叢林巡航（Jungle Cruise）、印第安那瓊斯冒險的禁忌之眼（Temple of the Forbidden Eye）和泰山樹屋（Tarzan's Treehouse）。位於探險世界的入口附近的提基神殿（Walt Disney's Enchanted Tiki Room）是第一個使用發聲機動機器人的主要設施。

### 紐奧良廣場
紐奧良廣場（New Orleans Square）是以19世紀的紐奧良為藍本建造，在1966年7月24日開幕。區域內有著許多樂園裡最受歡迎的遊樂設施，包括神鬼奇航和幽靈公館。著名的「33俱樂部」（Club 33）也位於此區域。

### 邊域世界
此世界呈現美國西部風格，但是美國人自己卻不稱之為美國西部，而是把此稱作邊域。裡面的主體會和美國西部大開發的歷史緊密的結合在一起，有礦山、地下隧道、美國棕熊、西部小鎮、牛仔、仙人掌、沙漠公路等等各種元素。

### 河流鄉村
河流鄉村起初以“棕熊鄉村”於1972年3月4日開幕，其核心項目“鄉村頑熊劇場”（Country Bear Jamobree）於該區域開幕三個月後開幕。1988年，該區域隨原木漂流項目飛濺山（Splash Mountain）開幕而改名為“動物天地”（Critter Country），而“鄉村頑熊劇場”亦於2003年被“小熊維尼歷險之旅”（The Many Adventures of Winnie the Pooh）取代。2020年，迪士尼宣佈計劃將迪士尼樂園和神奇王國的“飛濺山”重新設計為基於2009年動畫電影《公主與青蛙》的新設施，以回應該項目因基於電影《南方之歌》而造成的爭議，該新項目於2023年確定名稱為“蒂安娜的河流冒險”（Tiana’s Bayou Adventures）。2024年11月，隨“蒂安娜的河流冒險”在迪士尼樂園開幕，“動物天地”正式更名為“河流鄉村”（Bayou Country）。

### 幻想世界
这是迪士尼乐园内游乐设施最多，与童话故事最密不可分的梦幻王国，耸立在乐园正中央的睡美人城堡，也是整个迪士尼乐园的精神象徵和地标。其中小小世界（It's a Small World）是迪士尼乐园的经典之作，充满童趣。

### 米奇卡通城
米奇卡通城（Mickey's Toontown）在1993年開幕，其部分靈感是來自1988年電影《威探闖通關》中虛構的洛杉磯郊區。米奇卡通城的建築造型是依據1930年代的卡通風格，許多迪士尼最受歡迎的卡通人物也聚集於此。卡通城內有三座主要設施：米奇和米妮的失控火車、艾芝迷你雲霄飛車和兔子羅傑卡通轉轉車。卡通城中的「市區」有著許多角色的家，包括米奇公館、米妮公館、高飛遊漆屋以及唐老鴨汽船。2022年3月8日，米奇卡通城暫時關閉進行改造，並計劃於2023年3月19日重新開幕，其中米奇和米妮的失控火車則在1月27日率先開幕。

### 明日世界
在1955年的開幕儀式上，華特·迪士尼對明日世界發表了以下談話：「明日將會是奇妙的時代。今日我們的科學家正打開太空世紀的門扉，通往能夠造福我們的孩子和下一代的偉大成就。明日世界中的設施經過特別設計，希望能給你參與冒險的機會，這將成為我們未來的鮮活藍圖。」
迪士尼樂園製作人華德·坎貝爾請來了太空工程學家華納·馮·布朗等人作為明日世界（Tomorrowland）的設計顧問。最初開幕時的設施包括奔月火箭（Rocket to the Moon）、宇宙噴射機（Astro-Jets）和大賽車場（Autopia），不久後又加入了潛水艇之旅（Submarine Voyage）。這個區域在1967年進行了大規模的翻修，成為「新明日世界」（New Tomorrowland）。1998年再次二度翻修，這次的重點轉移為重現儒勒·凡爾納插畫中的「復古未來感」（retro-future）。
目前區域內的遊樂設施包括太空山（Space Mountain）、Innoventions、EO船長（Captain EO Tribute）、大賽車場（Autopia）、迪士尼樂園單軌電車明日世界站、太空軌道車（Astro Orbitor）和巴斯光年雷射大砲（Buzz Lightyear Astro Blasters）。海底總動員潛艇之旅（Finding Nemo Submarine Voyage）在2007年6月11日開幕，延續了1998年關閉的潛水艇之旅。星際旅行（Star Tours）在2010年7月關閉，並在2011年6月由新版的星際旅行：冒險續航（Star Tours—The Adventures Continue）取代。

### 星球大戰：銀河邊緣
2019年開放的新園區，可以讓遊客完美體驗星際大戰電影中的場景。

## 造訪人次

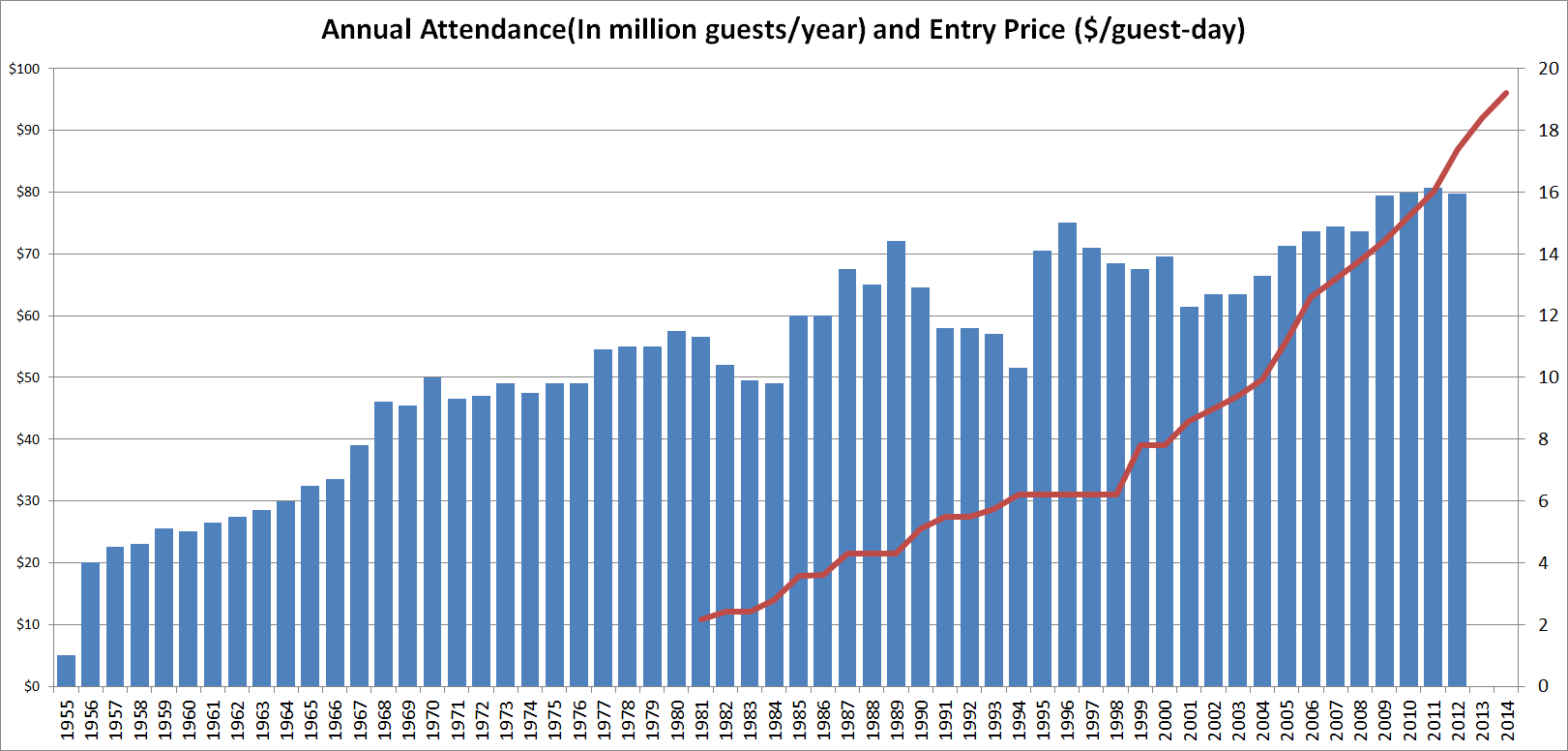
迪士尼樂園歷年造訪人次

| 年份     |         |        |        |        |        | 1955年 | 1956年 | 1957年 | 1958年 | 1959年 |
| 造訪人次 |         |        |        |        |        | 1      | 4      | 4.5    | 4.6    | 5.1    |
| 年份     | 1960 年 | 1961年 | 1962年 | 1963年 | 1964年 | 1965年 | 1966年 | 1967年 | 1968年 | 1969年 |
| 造訪人次 | 5       | 5.3    | 5.5    | 5.7    | 6      | 6.5    | 6.7    | 7.8    | 9.2    | 9.1    |
| 年份     | 1970年  | 1971年 | 1972年 | 1973年 | 1974年 | 1975年 | 1976年 | 1977年 | 1978年 | 1979年 |
| 造訪人次 | 10      | 9.3    | 9.4    | 9.8    | 9.5    | 9.8    | 9.8    | 10.9   | 11     | 11     |
| 年份     | 1980年  | 1981年 | 1982年 | 1983年 | 1984年 | 1985年 | 1986年 | 1987年 | 1988年 | 1989年 |
| 造訪人次 | 11.5    | 11.3   | 10.4   | 9.9    | 9.8    | 12     | 12     | 13.5   | 13     | 14.4   |
| 年份     | 1990年  | 1991年 | 1992年 | 1993年 | 1994年 | 1995年 | 1996年 | 1997年 | 1998年 | 1999年 |
| 造訪人次 | 12.9    | 11.6   | 11.6   | 11.4   | 10.3   | 14.1   | 15     | 14.2   | 13.7   | 13.5   |
| 年份     | 2000年  | 2001年 | 2002年 | 2003年 | 2004年 | 2005年 | 2006年 | 2007年 | 2008年 | 2009年 |
| 造訪人次 | 13.9    | 12.3   | 12.7   | 12.7   | 13.3   | 14.26  | 14.73  | 14.87  | 14.72  | 15.9   |
| 年份     | 2010年  | 2011年 | 2012年 | 2013年 | 2014年 | 2015年 | 2016年 | 2017年 | 2018年 | 2019年 |
| 造訪人次 | 15.98   | 16.14  | 15.96  | 16.20  | 16.77  | 16.20  | 18.28  | 17.94  | 18.30  | 18.66  |
| 年份     | 2020年  |        |        |        |        |        |        |        |        |        |
| 造訪人次 | 3.67    |        |        |        |        |        |        |        |        |        |

## 門票
從迪士尼樂園開幕起至1982年止，除了門票外，遊樂設施也需要額外付費。遊客僅需支付一小筆金額即可進入樂園，但大多數的遊樂設施和景點都需要額外購買門票。這些設施門票提供單獨販售，亦可成冊購買。一本票券冊中包含了數張從「A」標示至「C」的票券。「A」票券可搭乘一些小型的遊樂設施，例如美國小鎮大街上的汽車等，而「C」票券則能用在大多數的熱門設施，例如彼得潘設施或旋轉咖啡杯等。隨著更加刺激的遊樂設施陸續加入，迪士尼進一步推出了「D」和「E」種類的票券。票卷彼此可結合交換，例如兩張「A」票券等於一張「B」票券。因為迪士尼樂園的門票制度，「E票券設施」（E ticket ride）一度被用來形容所有刺激的體驗。
迪士尼樂園隨後推出了「王國之鑰」票券冊，其中包含了10張未分級的票券，可用在任何設施，
迪士尼在1982年放棄了每項設施個別收費的方式，轉而實施一張門票即可遊玩所有設施的制度（射擊廠除外）。雖然這樣的制度並非迪士尼首創，但其商業優勢十分明顯：除了可讓短時間停留的訪客也支付相對高額的單一票價外，主題樂園也無需再印製門票冊、可減少僱請票亭售票員，並不需要再聘請專門在每項設施收票的員工。迪士尼在之後也推出了其他的入園選項，包括多日票券、年票和南加州居民折扣等。
迪士尼在2016年開始采用動態定價，即平日的門票價格會較假日的價格低。

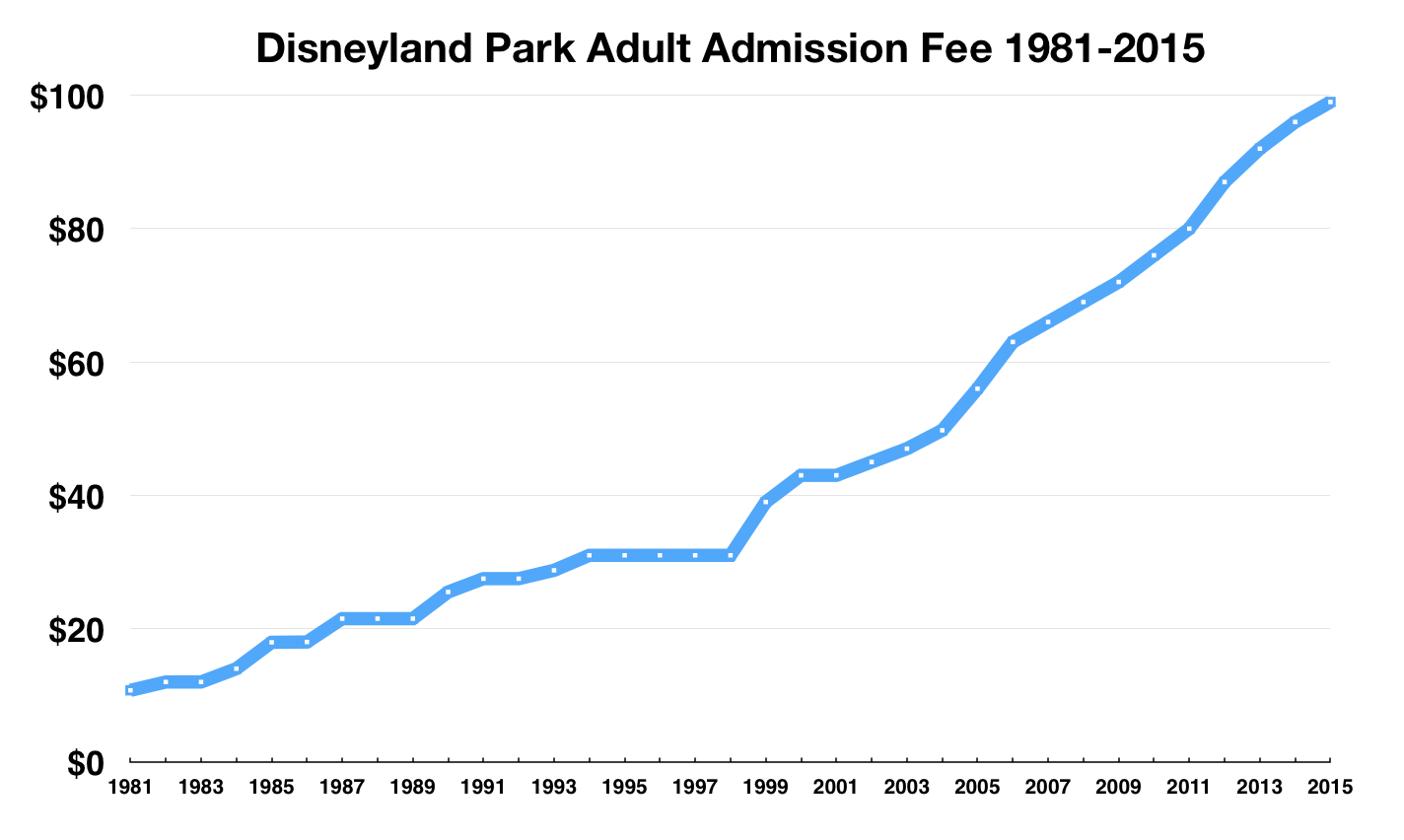
1981年－2015年迪士尼樂園成人門票價格（單位：美元）

| 年份 | 1981年*       | 1982年        | 1984年         | 1985年                   | 1986年                        | 1987年    | 1990年    | 1991年    | 1993年    | 1994年        |
| 價格 | $10.75        | $12.00        | $14.00         | $17.95                   | $18.00                        | $21.50    | $25.50    | $27.50    | $28.75    | $31.00        |
| 年月 | 1999年7月     | 2000年1月     | 2000年11月     | 2002年3月                | 2003年1月                     | 2004年3月 | 2005年1月 | 2005年6月 | 2006年1月 | 2006年9月     |
| 價格 | $39.00        | $41.00        | $43.00         | $45.00                   | $47.00                        | $49.75    | $53.00    | $56.00    | $59.00    | $63.00        |
| 年月 | 2007年9月     | 2008年8月     | 2009年8月      | 2010年8月                | 2011年6月                     | 2012年5月 | 2013年6月 | 2014年5月 | 2015年2月 | 2016年2月     |
| 價格 | $66.00        | $69.00        | $72.00         | $76.00                   | $80.00                        | $87.00    | $92.00    | $96.00    | $99.00    | $95/$105/$119 |
| 年月 | 2017年2月     | 2018年2月     | 2019年1月      | 2020年2月                | 2021年10月                    |           |           |           |           |               |
| 價格 | $97/$110/$124 | $97/$117/$135 | $104/$129/$149 | $104/$114/$124/$139/$154 | $104/$119/$134/$149/$159/$164 |           |           |           |           |               |

^*  在1982年以前，護照票券僅適用於團體遊客。

## 資料來源
1. ↑  Disneyland Celebrates 56 Years on July 17 « Disney Parks Blog （页面存档备份，存于）. Disneyparks.disney.go.com. Retrieved on September 6, 2013.
2. ↑  .  第二版. 北京: 中国大百科全书出版社. 2009. ISBN 978-7-5000-7958-3. NLC 004141394.
3. ↑   (PDF). Themed Entertainment Association. 2017  [2018-05-17]. （原始内容 (PDF)存档于2017-06-02）.
4. ↑   (PDF). Themed Entertainment Association. 2010  [2012-11-20]. （原始内容 (PDF)存档于2011-07-19）.
5. ↑  Siriano, Christopher. . Arcadia. 2007: 40  [2014-08-08]. ISBN 978-0-7385-5082-4. （原始内容存档于2014-01-01）.
6. ↑  . Walt's Apartment. 2012-08-31  [2014-08-09]. （原始内容存档于2014-08-08） （英语）.
7. ↑  . The Henry Ford.   [2014-08-09]. （原始内容存档于2014-08-08） （英语）.
8. ↑  Broggie, Michael. . Carolwood Pacific LLC.   [2014-08-08]. ISBN 0-975-85842-4. （原始内容存档于2014-11-01） （英语）.
9. ↑  Kaufman, Richard. . 2005-12-20  [2014-08-09] （英语）.
10. 1 2 3  . Justdisney.com. 1954-07-21  [2012-04-08]. （原始内容存档于2012-04-21） （英语）.
11. ↑  . Stanford Business Magazine May 2004. Stanford Graduate School of Business. 2004-05  [2012-04-08]. （原始内容存档于2004-08-13） （英语）.
12. ↑   (PDF). Themed Entertainment Association. 2014  [2014-06-04]. （原始内容存档 (PDF)于2014-06-06）.
13. ↑  . islandnet.com.   [2014-08-08]. （原始内容存档于2008-07-08）.
14. ↑  . The Lewiston Journal. 1984-03-13  [2014-08-08]. （原始内容存档于2015-09-08）.
15. ↑  Walt Disney Productions. . 1979. ASIN B000AOTTV2-1.
16. ↑  . finddisney.com. （原始内容存档于2007-08-18）. 1981–1994 data